# Liste des îles d'Angleterre
Ne doit pas être confondu avec Liste des îles du Royaume-Uni.
Voici une liste des îles d'Angleterre. L'Île de Man et les îles Anglo-Normandes ne font pas partie de l'Angleterre.

## Liste

### Îles côtières

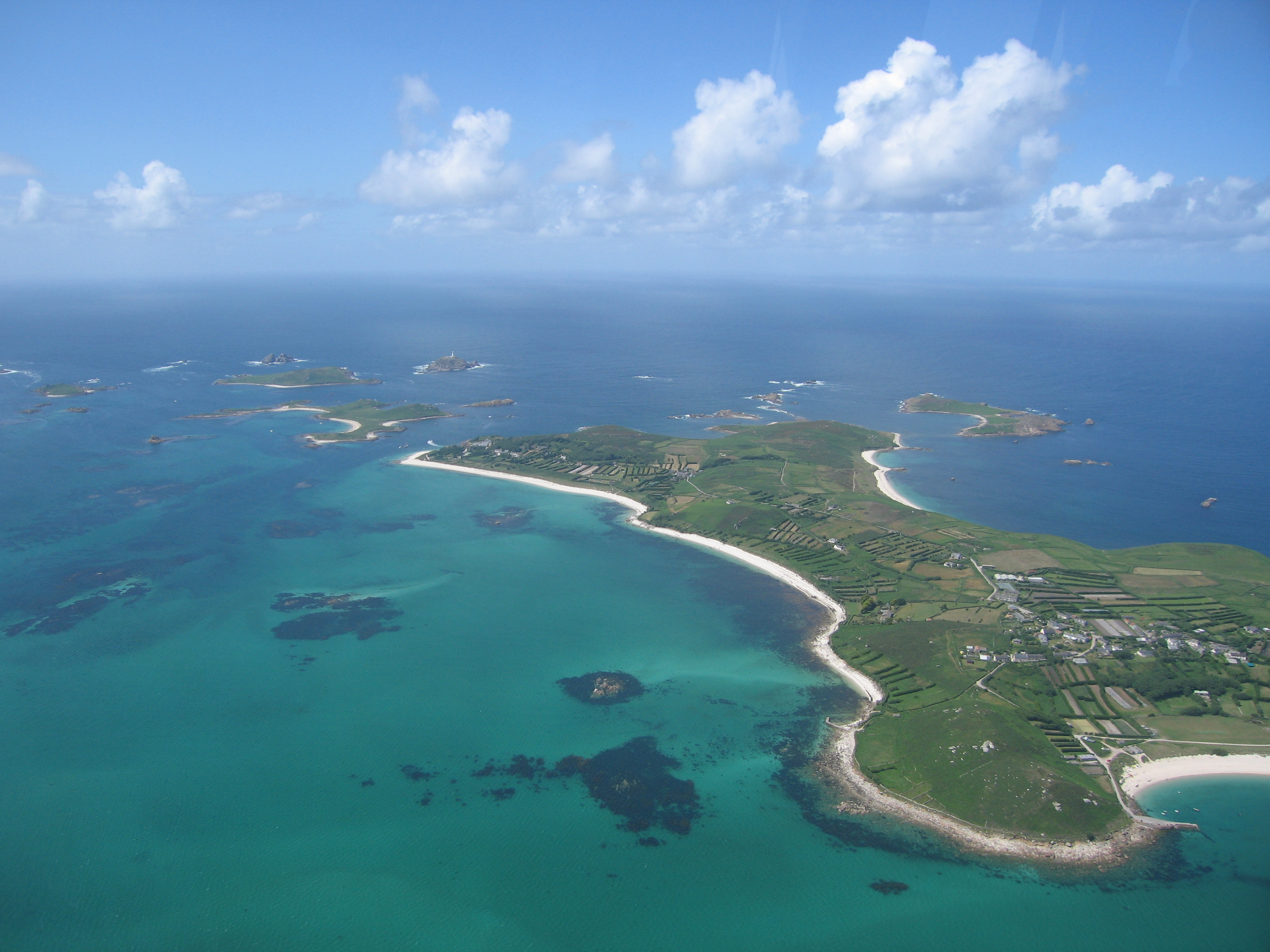
St Martin's, Scilly.

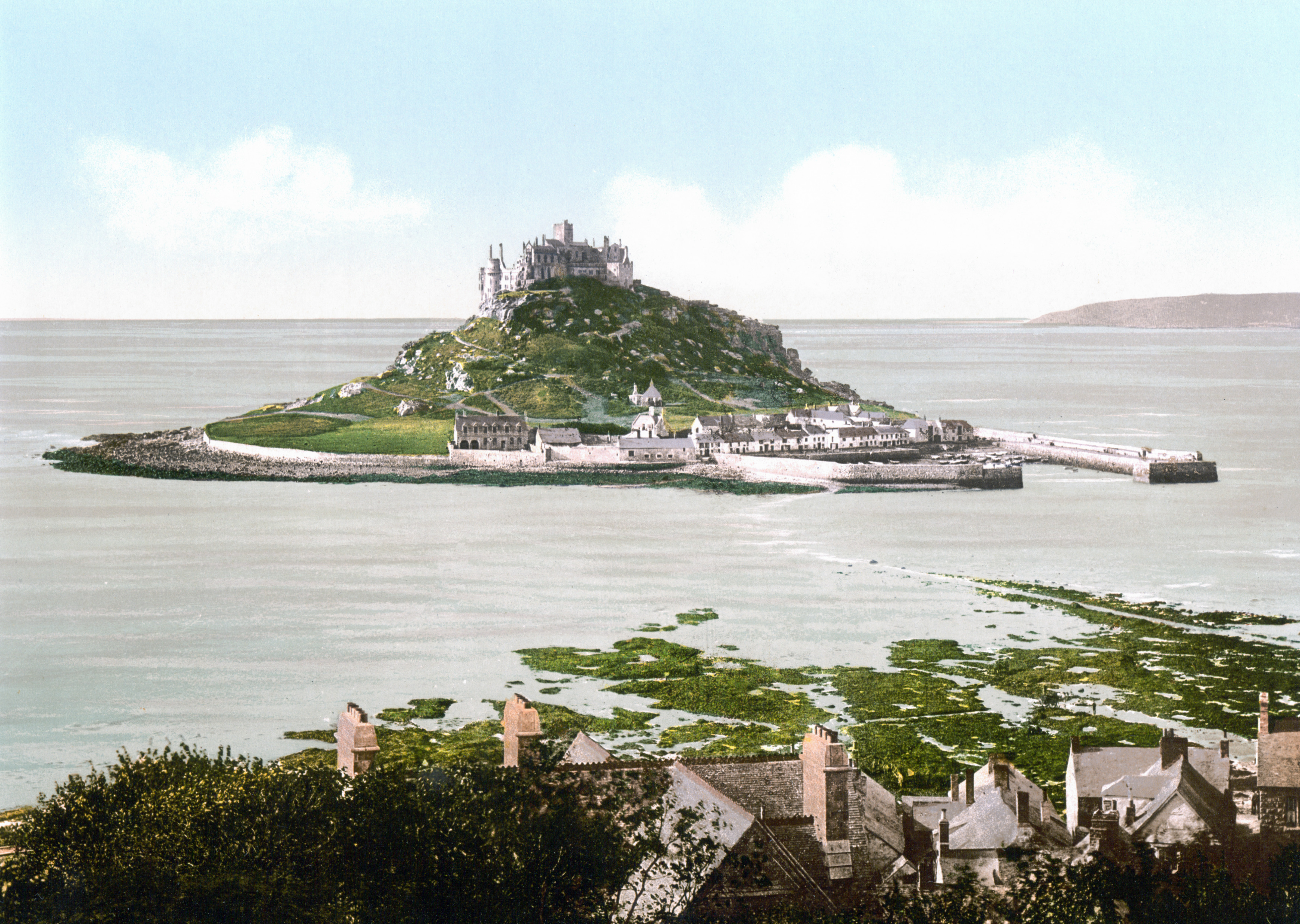
St Michael's Mount, Cornwall.

| Nom                  | Localisation          |
| -------------------- | --------------------- |
| Annet                | Sorlingues            |
| Baker's Island       | Langstone Harbour     |
| Barrow Island        | Îles de Furness       |
| Bridgemarsh Island   | Essex                 |
| Brownsea Island      | Poole Harbour         |
| Bryher               | Sorlingues            |
| Burgh Island         | Devon                 |
| Îles Burnt           | Sorlingues            |
| Burntwick Island     | Estuaire de la Medway |
| Canvey Island        | Estuaire de la Tamise |
| Chapel Island        | Îles de Furness       |
| Cindery Island       | Essex                 |
| Cobmarsh Island      | Essex                 |
| Coquet Island        | Northumberland        |
| Crow Island          | Sorlingues            |
| Drake's Island       | Devon                 |
| English Island       | Sorlingues            |
| Foulness             | Essex                 |
| Foulney Island       | Îles de Furness       |
| Furzey Island        | Poole Harbour         |
| Gorregan             | Sorlingues            |
| Great Arthur         | Sorlingues            |
| Great Cob Island     | Essex                 |
| Great Ganinick       | Sorlingues            |
| Great Gannilly       | Sorlingues            |
| Great Mew Stone      | Devon                 |
| Green Island         | Sorlingues            |
| Gull Rocks           | Cornwall              |
| Guther's Island      | Sorlingues            |
| Gweal                | Sorlingues            |
| Havengore Island     | Essex                 |
| Havergate Island     | Suffolk               |
| Hayling Island       | Chichester Harbour    |
| Hedge-end Island     | Essex                 |
| Hilbre Island        | Wirral                |
| Horsea Island        | Portsmouth Harbour    |
| Horsey Island        | Essex                 |
| Inner Farne          | Farne Islands         |
| Lindisfarne          | Northumberland        |
| Little Arthur        | Sorlingues            |
| Little Ganinick      | Sorlingues            |
| Little Gannilly      | Sorlingues            |
| Longships            | Land's End            |
| Long Island          | Hampshire             |
| Looe Island          | Cornwall              |
| Lundy                | Bristol Channel       |
| Menawethan           | Sorlingues            |
| Merrick Island       | Sorlingues            |
| Mersea Island        | Essex                 |
| New England Island   | Essex                 |
| North Binness Island | Langstone Harbour     |
| Northey Island       | Essex                 |
| Old Harry Rocks      | Dorset                |
| Orford Ness          | Suffolk               |
| Osea Island          | Essex                 |
| Pewit Island         | Essex                 |
| Piel Island          | Îles de Furness       |
| Pilsey Island        | Chichester Harbour    |
| Plumb Island         | Sorlingues            |
| Portsea Island       | Hampshire             |
| Potton Island        | Essex                 |
| Puffin Island        | Sorlingues            |
| Reads Island         | Humber                |
| Roa Island           | Îles de Furness       |
| Rosevear             | Sorlingues            |
| Round Island         | Sorlingues            |
| Rushley Island       | Essex                 |
| St Agnes             | Sorlingues            |
| St Helen's           | Sorlingues            |
| St Martin's          | Sorlingues            |
| St Mary's            | Sorlingues            |
| St Michael's Mount   | Cornwall              |
| Samson               | Sorlingues            |
| Seghy                | Cornwall              |
| Sheep Island         | Îles de Furness       |
| Île de Sheppey       | Estuaire de la Tamise |
| Skipper's Island     | Essex                 |
| South Binness Island | Langstone Harbour     |
| Staple Island        | Farne Islands         |
| Steep Holm           | Bristol Channel       |
| Stony Island         | Sorlingues            |
| Teän                 | Sorlingues            |
| Thorney Island       | Chichester Harbour    |
| Toll's Island        | Sorlingues            |
| Tresco               | Sorlingues            |
| Two Tree Island      | Estuaire de la Tamise |
| Wallasea Island      | Essex                 |
| Walney Island        | Îles de Furness       |
| Whale Island         | Portsmouth Harbour    |
| White Island         | Sorlingues            |
| Île de Wight         | Manche                |

### Îles fluviales

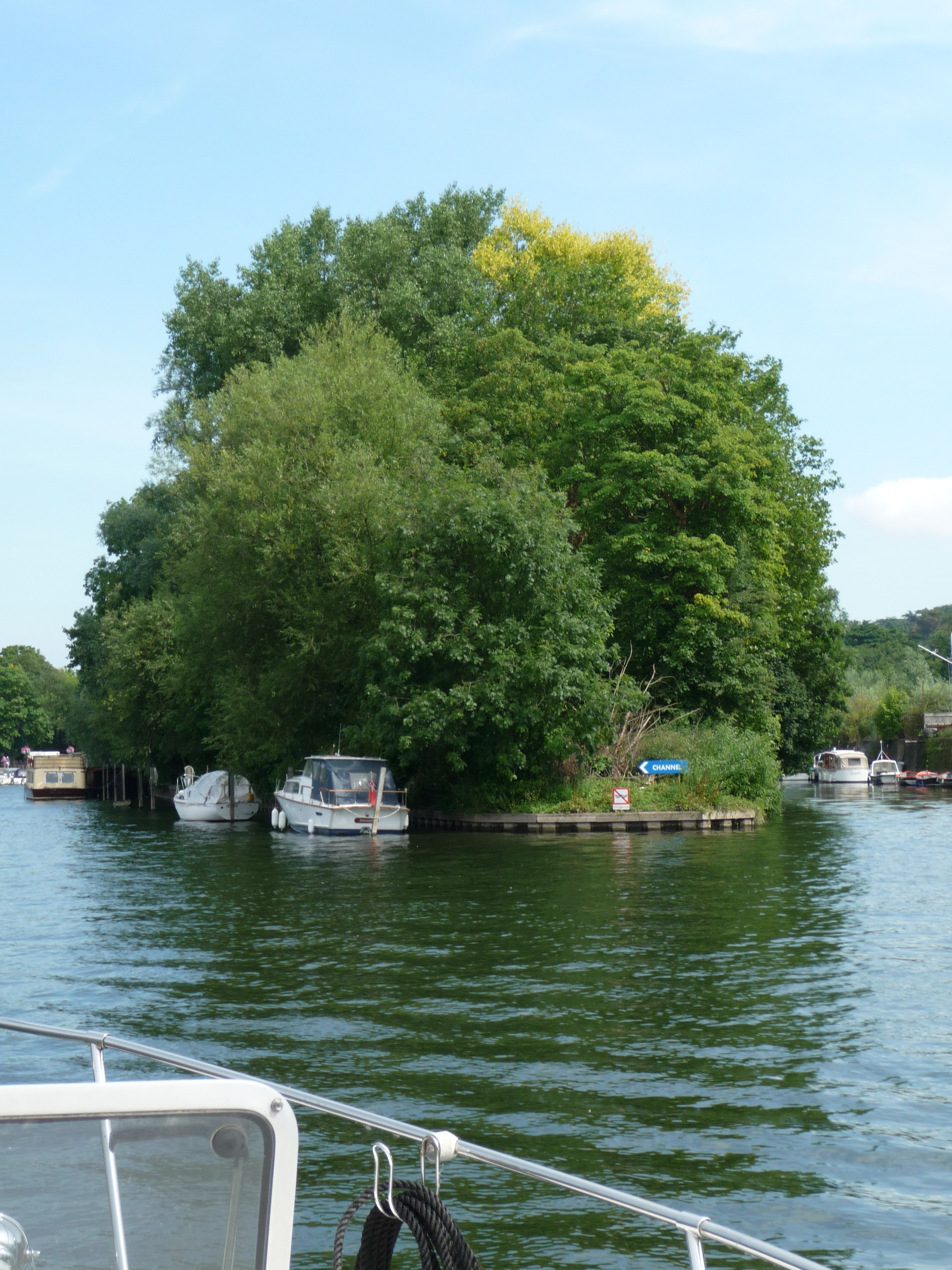
Bridge Eyot, l'une des nombreuses îles de la Tamise.

| Nom               | Comté                     |
| ----------------- | ------------------------- |
| Appletree Eyot    | Berkshire                 |
| Baths Island      | Berkshire                 |
| Black Potts Ait   | Berkshire                 |
| Bridge Eyot       | Berkshire                 |
| Bush Ait          | Berkshire                 |
| Friday Island     | Berkshire                 |
| Grass Eyot        | Berkshire                 |
| Handbuck Eyot     | Oxfordshire               |
| Headpile Eyot     | Berkshire                 |
| Lock Wood Island  | Oxfordshire               |
| Magpie Island     | Berkshire/Buckinghamshire |
| Phillimore Island | Oxfordshire               |
| Poplar Island     | Berkshire                 |
| Queen's Eyot      | Berkshire                 |
| Rose Isle         | Oxfordshire               |
| The Lynch         | Berkshire                 |

## Les îles les plus grandes d'Angleterre

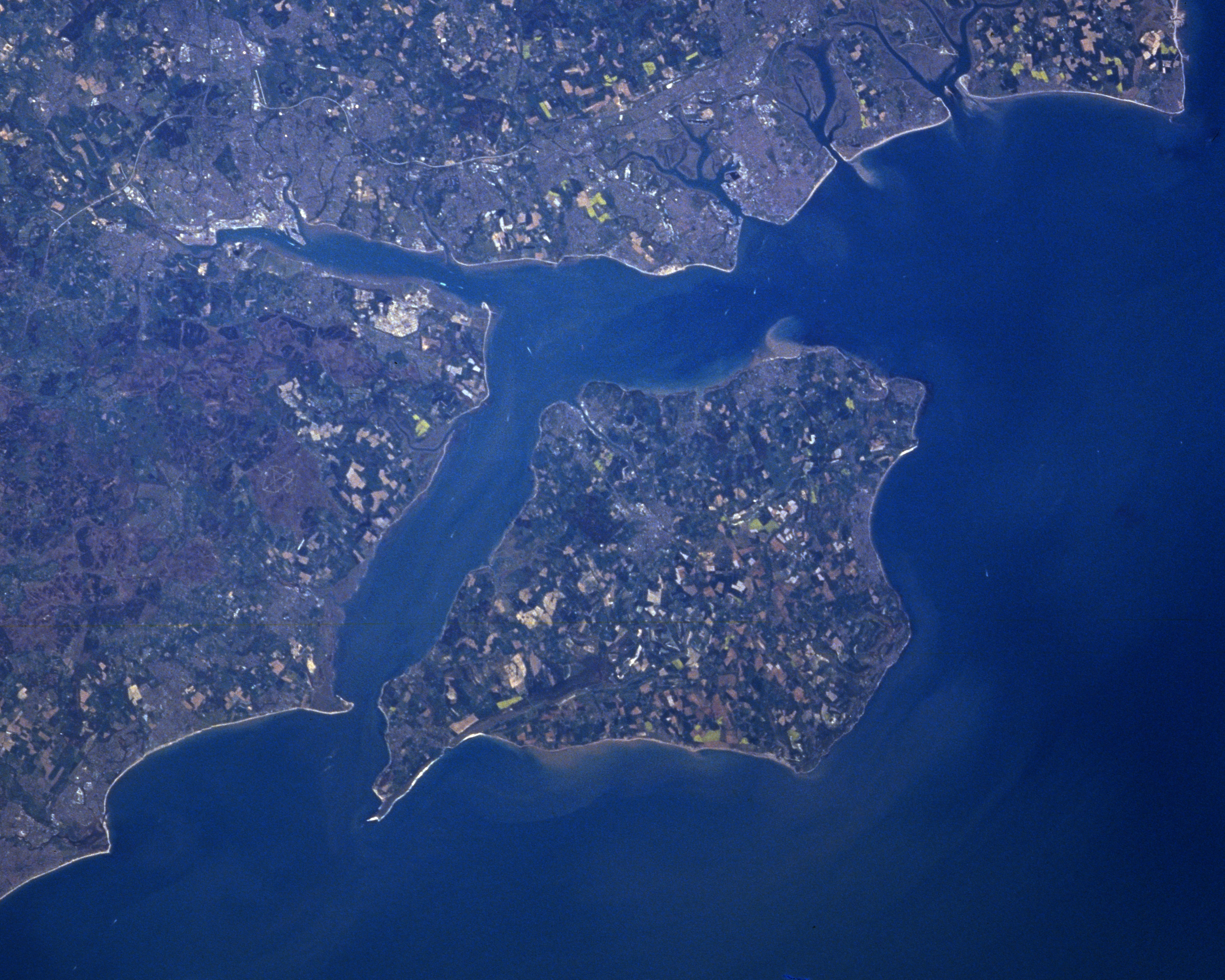
L'île de Wight.

|     | Ile             | Superficie (km2) |
| --- | --------------- | ---------------- |
| 1er | Île de Wight    | 380.99           |
| 2e  | Île de Sheppey  | 94.04            |
| 3e  | Hayling Island  | 26.84            |
| 4e  | Foulness        | 26.84            |
| 5e  | Portsea Island  | 24.25            |
| 6e  | Canvey Island   | 18.45            |
| 7e  | Mersea Island   | 18.04            |
| 8e  | Walney Island   | 12.99            |
| 9e  | Wallasea Island | 10.65            |